# جيم بيلن
جيم بيلن (مواليد 31 ديسمبر 1955) هو سياسي وطبيب بيطري أمريكي يشغل منصب حاكم ولاية نبراسكا.